# Bâtiment situé 37 rue Karađorđeva à Šabac
Le bâtiment situé 37 rue Karađorđeva à Šabac (en serbe cyrillique : Зграда у Карађорђевој бр. 37 у Шапцу ; en serbe latin : Zgrada u Karađorđevoj br. 37 u Šapcu) se trouve à Šabac, dans le district de Mačva, en Serbie. Il est inscrit sur la liste des monuments culturels protégés de la république de Serbie (identifiant no SK 2044),,.

## Présentation
Le bâtiment, situé 37 rue Karađorđeva, a été construit au milieu du XIXe siècle, pour la famille Kurtović. Malgré des modifications ultérieures, il conserve des caractéristiques des constructions urbaines du siècle de sa construction.